# Waters Edge
Waters Edge è il nono album dei Sweet, pubblicato nel 1980 per l'etichetta discografica Capitol Records.

## Tracce
1. Sixties Man (Connolly, Priest, Scott, Tucker) 4:10
2. Getting in the Mood for Love (Priest, Scott, Tucker) 3:04
3. Tell the Truth (Moberley, Priest, Scott) 3:33
4. Own Up (Priest, Scott, Tucker) 3:18
5. Too Much Talking (McRiner)	3:57
6. Thank You for Loving Me (Moberley, Scott) 3:42
7. At Midnight (Scott) 3:20
8. Water's Edge (Priest, Scott, Tucker) 2:58
9. Hot Shot Gambler (Priest) 3:34
10. Give the Lady Some Respect (McRiner) 4:25

## Formazione
- Steve Priest - voce principale (nelle tracce 1,2,3,6,8,9), basso, cori
- Andy Scott - voce principale (nelle tracce 3,5,6,7), chitarra, sintetizzatori, cori
- Mick Tucker - voce principale (nella traccia 4), batteria, percussioni, cori

### Altri musicisti
- Gary Moberley - tastiere